# Megalosphecia gigantipes
Megalosphecia gigantipes is een vlinder uit de familie wespvlinders (Sesiidae), onderfamilie Sesiinae.
Megalosphecia gigantipes is voor het eerst wetenschappelijk beschreven door Le Cerf in 1916. De soort komt voor in het Afrotropisch gebied.